# Забытый поэт
«Забытый поэт» (англ. A Forgotten Рoet) — рассказ Владимира Набокова, относящийся к американскому периоду его творчества. Был написан и опубликован в 1944 году, вошёл в состав сборника «Девять рассказов» (Нью-Йорк, 1947).

## Сюжет и история текста
«Забытый поэт» рассказывает о судьбе вымышленного русского поэта Константина Перова, который в 1849 году, в возрасте 24 лет, утонул в реке (тело его так и не нашли). Впоследствии его стихи снова начали издавать, в Перове увидели одного из первых «поэтов русской вольности». В 1899 году, когда начался сбор денег на памятник, никому до этого не известный старик объявил, что он и есть Перов, инсценировавший свою гибель и всю жизнь скитавшийся по России. Это вызвало скандал — в том числе из-за явно реакционных взглядов старика. Его уговорили молчать в обмен на ежемесячную пенсию, после революции он снова объявился и стал смотрителем музея.
Рассказ был написан в мае 1944 года и увидел свет в бостонском литературном журнале Atlantic Monthly в октябре того же года. В 1947 году автор включил его в сборник «Девять рассказов» (англ. Nine Stories), в 1958 — в сборник «Набоковская дюжина» (англ. Nabokov's Dozen). Биограф Набокова Брайан Бойд охарактеризовал «Забытого поэта» как «размышление о капризах литературной славы и её зависимости от внелитературных факторов».